# Protodipseudopsis sjoestedti
Protodipseudopsis sjoestedti là một loài Trichoptera trong họ Dipseudopsidae. Chúng phân bố ở vùng nhiệt đới châu Phi.